# Batalla de Berdiansk
La batalla de Berdiansk fue un enfrentamiento militar entre las Fuerzas Armadas de Rusia y las Fuerzas Armadas de Ucrania durante la ofensiva de Jersón de la invasión rusa de Ucrania de 2022. Las fuerzas rusas del frente sur en su camino para ayudar en el asedio de Mariúpol capturaron la ciudad portuaria ucraniana de Berdiansk.

## Antecedentes
Después de que las fuerzas rusas capturaron Melitópol, se movieron hacia el noreste hacia Tokmak, que pusieron bajo asedio, y hacia el este hacia Berdiansk en el camino a Mariúpol, que está siendo atacado por las fuerzas rusas que se mueven desde la República Popular de Donetsk, como parte de la ofensiva del este de Ucrania.

## Batalla
El 26 de febrero, las tropas rusas capturaron el puerto de Berdiansk y el aeropuerto de Berdiansk.
El 27 de febrero, el Ministerio de Defensa ruso anunció que había rodeado Berdiansk. Más tarde esa noche, alrededor de las 18:00, se informó que los soldados rusos habían entrado en la ciudad. Alrededor de las 22:00, Oleksandr Svidlo, el alcalde de Berdiansk, anunció que las fuerzas rusas habían tomado el control de todos los edificios administrativos. Los sistemas de misiles rusos Buk también fueron vistos en Berdiansk.
El 28 de febrero, la Administración Estatal Regional de Zaporizhzhia informó que las tropas rusas obtuvieron el control de Berdiansk y el departamento de policía de la ciudad fue disuelto, y las autoridades de la ciudad supuestamente se negaron a colaborar con los rusos. El Ministerio de Defensa ruso confirmó que las tropas rusas habían tomado la ciudad. Durante la batalla, las autoridades locales informan que una persona murió y otra resultó herida.

## Consecuencias
Según el Svidlo, las fuerzas rusas abandonaron la ciudad el 28 de febrero, pero un destacamento de la policía militar rusa permaneció en la ciudad. Las fuerzas rusas se movieron hacia Mariúpol para unirse a la ofensiva oriental y rodear la ciudad. Al llegar a Mariúpol, las fuerzas de la ofensiva de Jersón establecieron una conexión terrestre que une Crimea con el resto de Rusia.